# Anne Henningová
Anne Elizabeth Henningová (* 6. září 1955 Raleigh, Severní Karolína) je bývalá americká rychlobruslařka.
Se sportem začínala v dětství jako short trackařka, později se přeorientovala na klasické rychlobruslení. Na mezinárodní scéně debutovala 20. místem na premiérovém ročníku Mistrovství světa ve sprintu v roce 1970. V následující sezóně se zúčastnila světového šampionátu ve víceboji, kde skončila čtrnáctá, a Mistrovství světa ve sprintu, kde jako patnáctiletá vybojovala stříbrnou medaili. V roce 1972 startovala pouze na Zimních olympijských hrách, na kterých se v 16 letech stala nejmladší olympijskou vítězkou v rychlobruslení, neboť zvítězila v závodě na 500 m. Z olympiády si kromě zlata přivezla i bronzovou medaili z tratě 1000 m. Poté ukončila sportovní kariéru.